# Клонферт

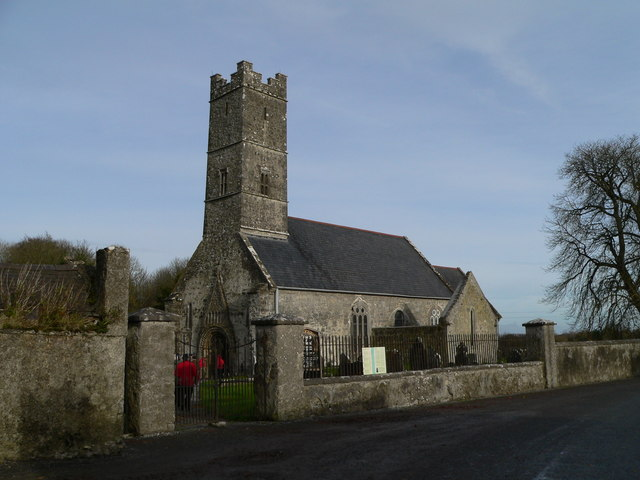
Клонфертский собор

Клонферт (англ. Clonfert; ирл. Cluain Fearta, Клуань-Фярта) — деревня в Ирландии, находится в графстве Голуэй (провинция Коннахт).